# Sparbankshallen i Varberg

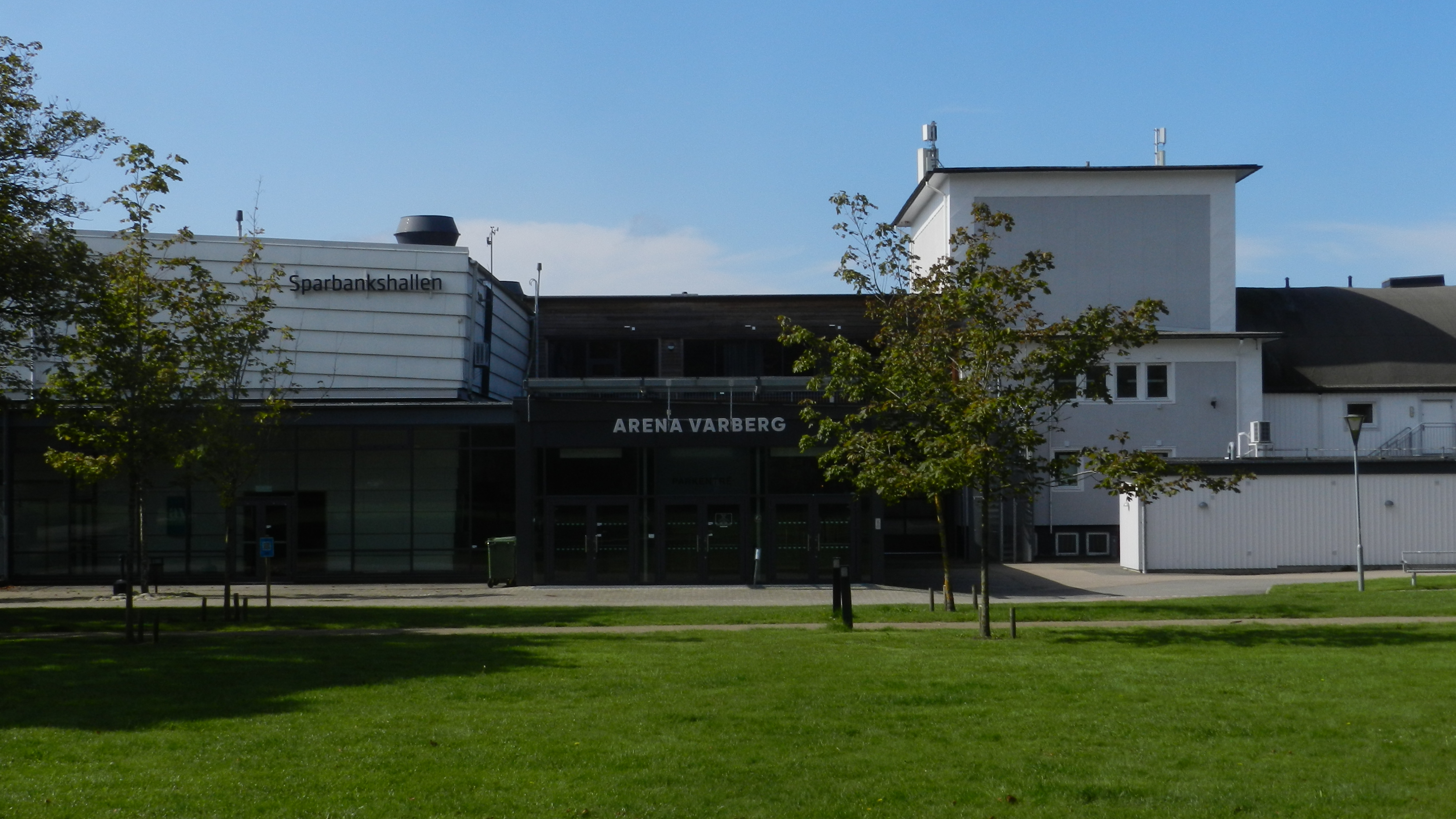
Sparbankshallen och Arena Varberg, augusti 2023.

Sparbankshallen i Varberg är en evenemangs- och idrottshall vid Kattegattsvägen, byggd i anslutning till Nöjesparken och Påskbergsvallen. Hallen, som invigdes 2004, är hemmaarena åt innebandyklubben WIC 85.
Den första matchen i hallen spelades mellan WIC och Järfälla IBK där WIC vann med 8-2. Första målet i hallen gjordes av Järfällas Mattias "Kocken" Kokkonen.
Stefan Holm har arenarekordet i höjdhopp. Rekordet på 2,04m noterades, i det tredje försöket, 17 januari 2010 under en av periodpauserna i SSL-matchen mellan WIC och Caperiotäby.